# Смаилов, Камал Сейтжанович
Камал Сейтжанович Смаилов (каз. Камал Сейітжанұлы Смайылов; 24 апреля 1932, Улытауский район, Карагандинская область, КазССР, СССР — 25 июня 2003, Алма-Ата, Казахстан) — советский и казахский государственный и общественный деятель, писатель—публицист, журналист, киновед, педагог.
Заслуженный деятель Казахстана (1998), заслуженный работник культуры Казахстана (1993), кандидат искусствоведения (1975), профессор (2000).

## Биография
Родился 24 апреля 1932 года в селе Сарлык Улытауского района Карагандинской области.
Происходит из подрода жылкелды рода баганалы племени найман.
В 1949 году поступил в Казахский национальный университет им. аль-Фараби на факультет журналистики, который окончил с отличием в 1954 году.
Трудовую деятельность начал в 1954 году корреспондентом газеты «Лениншіл жас» (ныне «Жас Алаш») в Карагандинской области.
С 1954 по 1960 год — корреспондент газеты «Лениншіл жас» (ныне «Жас Алаш») в Карагандинской области, заведующий отделом пропаганды редакции в г. Алматы.
С 1960 по 1964 год — первый главный редактор журнала «Білім және еңбек» (ныне «Зерде»).
С 1964 по 1965 год — первый заместитель председателя Государственного комитета по кинематографии при Кабинете Министров Казахской ССР.
С 1965 по 1971 год — директор киностудии «Казахфильм».
С 1971 по 1973 год — секретарь ЦК комсомола Казахстана по идеологии.
С 1973 по 1977 год — председатель Государственного комитета по кинематографии при Кабинете Министров КазССР.
С 1977 по 1980 год — заведующий отделом культуры Совета Министров Казахской ССР.
С 1980 по 1986 год — зам.председателя, председатель Государственного телерадиокомитета КазССР.
С 1986 по 1988 год — заведующий отделом культуры ЦК КП Казахстана.
С 1988 по 1993 год — главный редактор журналов «Парасат», «Коммунист Казахстана» (ныне «Ақиқат»).
С 1993 по 1996 год — председатель правления Союза журналистов Казахстана.
С 1996 по 2003 год — преподаватель, доцент, профессор и заведующий кафедрой теории и истории кино Казахской Национальной академии искусств имени Т. К. Жургенова.

## Общественная деятельность
С 1985 по 1990 год — депутат Верховного Совета Казахской ССР XI созыва от Талды-Кургансккой области, Кировский округ № 390.
С 1990 по 1993 год — депутат Верховного Совета Республики Казахстан XII созыва от Союза журналистов Казахстана.
С 1966 года — член Союза кинематографистов СССР;
С 1970 года — член Союза журналистов Казахской ССР;
С 1981 года — член Союз писателей Казахской ССР;

## Творчество
За годы творческой работы опубликовал шесть публицистических книг: «Твое счастье», «Все профессии хороши», «Размаха шаги саженьи», «Путешествие в XXI век», «Одиннадцатая», «Так рождается фильм».
Регулярно выступает с публицистическими и литературно-критическими статьями на страницах республиканских газет, а также журналов «Жулдыз» и «Простор». Написал литературный сценарий полнометражного документального телефильма «Крыльев размах».
Автор 15 книг, свыше 400 статей и очерков.
Камал Смаилов — инициатор создания полюбившихся зрителям популярных передач «Тамаша», «Кымызхана», «Айтыс» и других.

## Награды и звания
- 1970 — Медаль «В ознаменование 100-летия со дня рождения Владимира Ильича Ленина»
- 1971 — Орден «Знак Почёта»
- 1976 — Орден «Знак Почёта»
- 1983 — Лауреат литературной премии имени Сакена Сейфуллина
- 1992 — Почётный гражданин Улытауского района Карагандинской области
- 1993 (22 марта) — Указом Президента РК награждён почётным званием «Заслуженный работник культуры Республики Казахстан»
- 1998 (11 декабря) — Указом Президента РК награждён почётным званием «Қазақстанның еңбек сіңірген қайраткері»
- 1998 (17 августа) — Медаль «Астана»
- 2001 — Медаль «10 лет независимости Республики Казахстан»
- 2001 — Действительный член (Академик) Академии журналистики Республики Казахстан
- 2002 — Премия Казахского ПЕН-клуба имени Тахави Ахтанова за сборник статей «Елім саған айтамын»
- 2002 — Лауреат международной премии ОЭС в области образования (Стамбул)
- 2003 — Лауреат премии «Патриот-личность 2003 года в Казахстане» (Алтын-адам-Человек года)[7]